# Harold Holt
Harold Edward Holt (Sydney, 5 agosto 1908 – 19 dicembre 1967, presunta) è stato un politico australiano.
Diciassettesimo primo ministro australiano, è ricordato anche per le bizzarre circostanze della sua morte. Fu sostituito al governo da John McEwen il 19 dicembre 1967, due giorni dopo la sua scomparsa.
Figlio di Tom Holt, un noto regista teatrale, frequentò il Wesley College a Melbourne, presso la cui Università si laureò in Legge. Nel 1931 diventò il presidente del Club dello Sport al Queens College. Holt, di orientamento conservatore, dopo aver esercitato per breve tempo la professione di avvocato, nel 1935 riuscì a farsi eleggere al parlamento federale nelle file del Partito dell'Australia Unita.

## Gli inizi

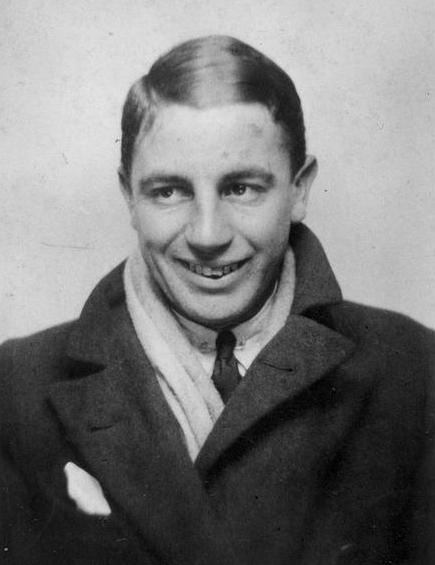
Harold Holt nel 1930

All'età di 27 anni, Holt era uno dei più giovani membri della Camera ed un vero enfant prodige della politica; la sua evidente abilità gli permise di essere nominato Ministro nel 1939. Nel 1940 si arruolò nell'Esercito senza rinunciare al suo seggio, ma poco dopo il disastro aereo di Canberra, nel quale perirono tre Ministri, costrinse il premier Menzies a richiamarlo al governo e ad assegnargli il Ministero del Lavoro e del Servizio Nazionale. Da quel momento gli fu affibbiato il nomignolo ironico di "Gunner Holt".
Nel 1941 i laburisti, con John Curtin, conquistarono il governo del paese, e Holt esercitò il per lui nuovo ruolo di parlamentare dell'opposizione.
Sul piano mondano Holt aveva una reputazione di playboy del jet-set, ma nel 1947 sposò Zara Fell, una stilista, e adottò i tre figli che lei aveva avuto dal suo precedente matrimonio. Dopo otto anni di opposizione, dal 1941 al 1949, tornò al governo con il nuovo partito liberale fondato da Menzies, nel cui governo tornò a guidare il dicastero del Lavoro e del Servizio Nazionale, espandendo il programma di massiccia immigrazione iniziato dal suo predecessore nel governo Laburista, Arthur Calwell.
Nel 1956 Holt diventò il numero 2 del partito liberale al governo, e nel 1958, dopo le dimissioni di Sir Arthur Fadden, Holt assunse la guida del Ministero del Tesoro. Nel 1961 la carriera politica di Holt parve compromessa, quando alla sua politica economica fu imputata la recessione che colpì l'Australia. In quel frangente i liberali furono ad un passo dal perdere le elezioni, ma poco dopo, grazie alla ripresa economica, le loro quotazioni politiche ripresero ad alzarsi, e nel 1966 Holt finalmente succedette a Menzies come primo ministro.

## Il Governo Holt
Holt ereditò dal suo predecessore il coinvolgimento nella Guerra del Vietnam, e nell'ottobre del 1966 il presidente statunitense Lyndon B. Johnson, su invito del premier australiano, fece un giro propagandistico in Australia, favorendo in tal modo la schiacciante vittoria elettorale alle elezioni del dicembre di quell'anno dei liberali di Holt sui laburisti di Arthur Calwell, fiero oppositore del conflitto in Indocina.
Nel 1967 Gough Whitlam rimpiazzò Calwell come leader laburista e riuscì a condurre un'opposizione più efficace; nel 1967, in un'elezione che metteva in gioco metà dei seggi del Senato federale, gli uomini di Holt persero alcuni seggi. Inoltre alcuni parlamentari liberali, svincolati dalla rigida disciplina di partito dell'era Menzies, cominciarono ad organizzare una fronda interna contro il loro leader.

## La scomparsa

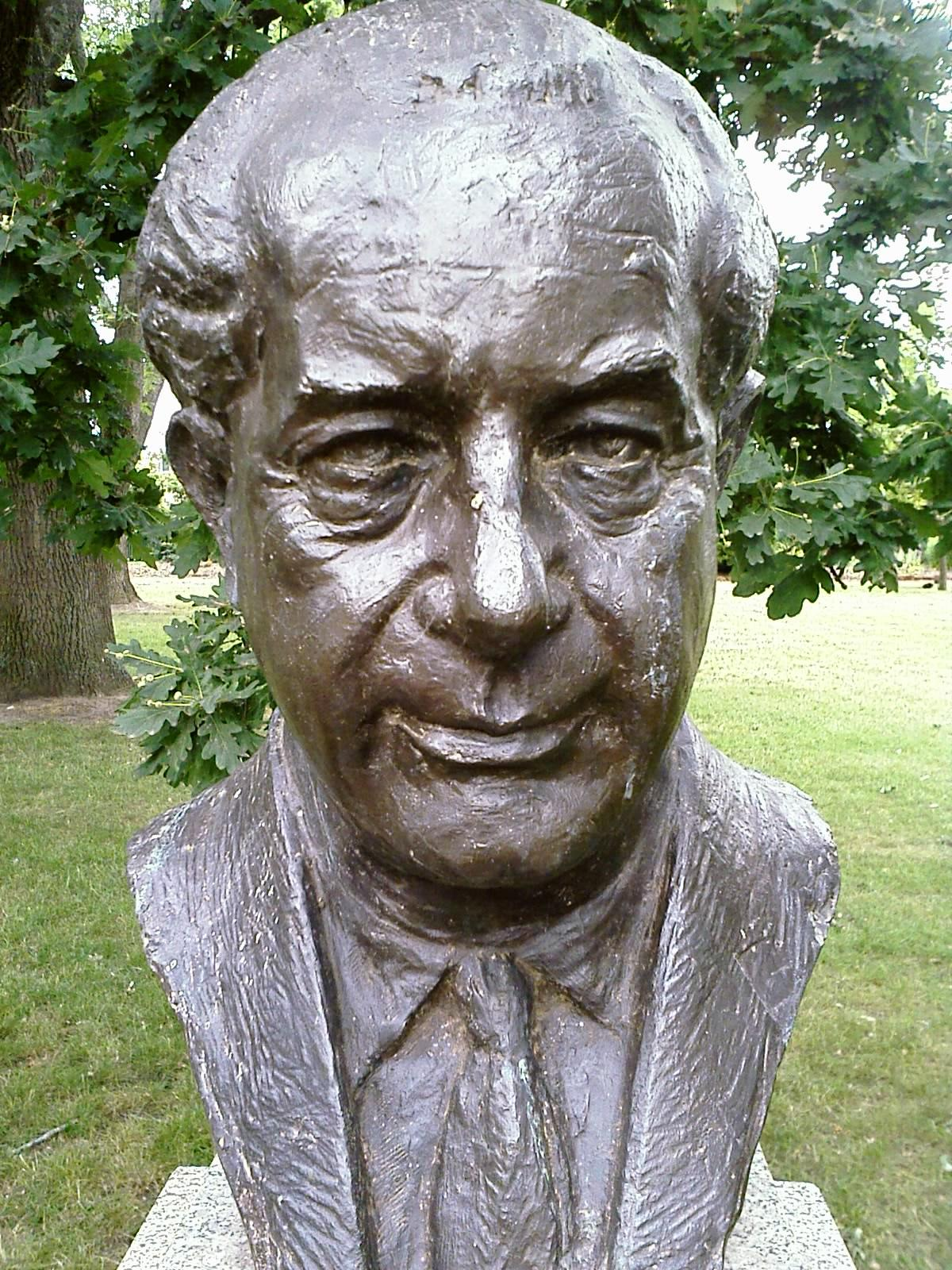
Busto di Harold Holt a Ballarat.

Il 17 dicembre 1967 Holt si recò a Cheviot Beach su Point Nepean, vicino all'albergo di Portsea, a sud di Melbourne. Con l'apparente intenzione di impressionare i suoi amici, Holt, che aveva 59 anni e una recente ferita, si tuffò tra i flutti dell'Oceano, sparendo dalla loro vista. Non fu mai trovato, a dispetto delle estese ricerche, e il 19 dicembre di quell'anno fu dichiarata la sua morte presunta.
Holt era un affabile e amato uomo politico, e la sua morte colpì profondamente tutti i cittadini australiani, indipendentemente dalla loro fede politica. Il Presidente Statunitense Lyndon B. Johnson ritornò a Melbourne per la cerimonia commemorativa.
Nessuna inchiesta fu condotta all'epoca, perché la legge dello stato di Victoria non prevedeva alcuna indagine sulle morti sospette; ma nel 1985 la legge cambiò, e nel 2003 la sezione scomparsi della polizia di Vittoria riaprì formalmente il caso, non venendo però a capo di nulla. Nel 2005 il medico legale di Vittoria concluse che Holt era morto per annegamento in circostanze accidentali. Il corpo del premier non fu mai recuperato.
Dopo la scomparsa di Holt, la sua vedova Zara fu nominata Dama Commendatrice dell'Impero Britannico (DBE), diventando Dame Zara Holt. Qualche tempo dopo Zara Holt si sposò per la terza volta, con un collega Liberale del suo defunto marito, Jeff Bate.
Gli Stati Uniti dedicarono una fregata a nome di Holt, al cui ricordo furono eretti vari memoriali in Australia.

## Ipotesi e teorie del complotto
Ci furono molte voci sulla morte di Holt; in particolare si disse che il premier si suicidò o anche che simulò la sua morte per fuggire con l'amante. Nel 1983 il giornalista britannico Anthony Grey, nel suo libro Il Primo Ministro era una spia, sostenne che Holt, nella sua qualità di agente della Repubblica Popolare Cinese, sarebbe stato prelevato al largo di Portsea da un presunto sottomarino cinese, che lo sbarcò poi in Cina.